# Edmílson Gonçalves Pimenta
Edmílson Gonçalves Pimenta (Santa Teresa, 17 settembre 1971) è un ex calciatore brasiliano, di ruolo attaccante.

## Caratteristiche tecniche
Nel 2001 è stato inserito nella lista dei migliori calciatori stilata da Don Balón.

## Carriera

### Club
Edmilson cominciò la carriera con il AA Colatina, per poi passare al Democrata. Giocò poi per i portoghesi del Nacional, del Salgueiros e del Porto. Nel 1997 si trasferì ai francesi del Paris Saint-Germain, per poi far ritorno in terra lusitana, per militare nelle file dello Sporting.
Fu poi ingaggiato dal Palmeiras ed in seguito tornò al CTE Colatina, per poi vestire le maglie di Portimonense e Lyn Oslo. Esordì nella Tippeligaen il 29 agosto 2004, sostituendo Leif Gunnar Smerud nel successo per 0-1 in casa dello Stabæk. Giocò poi per i belgi del Visé e ancora al CTE Colatina, dove chiuse la carriera.